# 盧森堡的西格弗里德
盧森堡的西格弗里德（Siegfried von Luxemburg，約922年—998年10月28日），洛塔林吉亞的維哲里克之子，阿登家族的成員。他是盧森堡城堡（今博克砲台）的第一位統治者，他的直系後裔統治盧森堡直到十二世紀。西格弗里德娶諾德高的海德薇希，有二子一女：亨利五世（巴伐利亞公爵）、腓特烈（盧森堡伯爵）以及庫妮根德（神聖羅馬皇后）。